# امرأة
المَرأة، هي أنثى الإنسان البالغة. عادة ما تكون كلمة «امرأة» مخصصة للأنثى البالغة بينما تُطلق كلمة «فتاة» أو «بنت» على الإناث الأطفال غير البالغات. وفي بعض الأحيان يُستخدم مصطلح المرأة لتحديد هوية الأنثى بغض النظر عن عمرها، كما هو الحال في عبارات مثل «حقوق المرأة».
ترث الإناث زوجًا من كروموسومات إكس واحدًا من كل والد، ويمكنهن الحمل والولادة من سن البلوغ حتى سن اليأس. بشكل عام، فإن التمييز الجنسي للجنين الأنثوي عن الذكري محكوم في الوقت الحاضر بعدم وجود جين عامل تحديد الخصية (SRY) وقد توجد عوامل أخرى في الكروموسومات الجنسية تؤثر على تحديد جنس الجنين.

## أصل الكلمة
المرأة في المعجم الوجيز هي مؤنث الرجل ومن معجم المعاني العربي (ج. نساء — من غير لفظها، ذ. مَرء؛ تسمى أيضا امرأة) هي أنثى الإنسان البالغة، كما الرجل هو ذكر الإنسان البالغ، وتستخدم الكلمة لتمييز الفرق الحيوي (البيولوجي) بين أفراد الجنسين الرجل والمرأة

### الرمز الجنسي أو النوع الاجتماعي
يتكون الرمز الرسومي من دائرة بها صليب نحو الأسفل متساوي الأضلاع (♀) يرمز لكوكب الزهرة والإلهة الرومانية فينوس، أو أفروديت في الأساطير اليونانية، وكذلك هو الرمز المستخدم في علم الأحياء للجنس الأنثوي. في الخيمياء القديمة، كان رمز الإلهة فينوس يرمز إلى النحاس وكان مرتبطًا بالأنوثة.

## المصطلح
يُمكن استخدام كلمة المرأة بشكل عام، لتعني أي أنثى إنسان أو على وجه التحديد، لتعني إنسانًا بالغًا متناقضًا مع الفتاة.
مصطلح الفتاة يستخدم أحيانا بالعامية للإشارة إلى امرأة شابة أو غير متزوجة؛ ومع ذلك، خلال أوائل السبعينات طعنت الناشطات النسويات بهذا الاستخدام لأن استخدام مصطلح «فتاة» للإشارة إلى امرأة بالغة قد يتسبب بجريمة. وعلى العكس من ذلك، ففي بعض الثقافات التي ما زالت تربط بين شرف الأسرة وعذرية الإناث، لا تزال كلمة «فتاة» تُستخدم للإشارة إلى المرأة غير المتزوجة. لأن بعض الثقافات تعتبر أن استخدام كلمة «امرأة» يدل على أن الأنثى خبيرة جنسيًا مما يشكل إهانة لأسرتها في بعض هذه المجتمعات المحافظة.
هناك العديد من الكلمات المستخدمة للإشارة إلى المرأة. حيث تستخدم كلمة «الأنوثة» للإشارة إلى مجموعة من الصفات الأنثوية النمطية.
يحدث الحيض عند معظم إناث البشر بين سن الثانية عشر والثالثة عشر من العمر. وتمتلك العديد من الثقافات طقوس عبور من أجل الرمز إلى عمر الفتاة، مثل سر الميرون في بعض فرق المسيحية والبار متسفا في اليهودية واحتفال الكوينسينيرا الخاص بعيد الميلاد البنات عند بلوغهن 15 عامًا (يختلف العمر من بلد إلى آخر) في أمريكا اللاتينية.

#### أصل الكلمة في اللغة الإنجليزية
يظن بعض الناس أن كلمة امرأة (woman) مركبة من كلمتي رحم (womb) ورجل (man) وهذا غير صحيح، فهي عبارة عن مركب من كلمتي زوجة (wife) ورجل (man) وهو مزيج يمكن إرجاعه إلى اللغة الإنجليزية القديمة. الآن هذا ليس بالضرورة تمييزيًا جنسيًا كما يبدو. كما نرى عندما تم التحدث باللغة الإنجليزية القديمة لأول مرة في القرن الخامس الميلادي، كانت هناك كلمتان مختلفتان للرجال والنساء: كلمة (wer) تعني ذكر بالغ، وكلمة (wif) تعني أنثى بالغة. وكانت هناك كلمة ثالثة (Human) والتي تعني ببساطة شخص أو إنسان.
يمكن الجمع بين هذه الكلمات: (wer) بالإضافة إلى (man) بصيغة (waepman) لتعني الشخص الذكر البالغ. اما كلمة (Wif) بالإضافة إلى (man) (wifman) تعني أنثى بالغة. لم تكن التهجئة متسقة في ذلك الوقت لذلك نرى بعض الاختلافات على سبيل المثال: wifmon، وwifmanna، وwifmone. ولكن بحلول فترة اللغة الإنجليزية الوسطى، تم توحيد الاستخدام في (wimman) و(wommon). وبحلول القرن السابع عشر تم إنشاء النسخ التي نعرفها اليوم: امرأة (woman) بصيغة المفرد، ونساء (women) بصيغة الجمع. وهذه الأشكال الوسطى: (wimman) و(wommon) مع حرف M في المنتصف، تذكرنا بجهود نوح وبستر لتبسيط التهجئة الإنجليزية من خلال اقتراح تغيير التهجئة (woman) إلى (wimmen) لجعل التهجئة تتطابق بشكل أفضل مع النطق (woman) ولقد وضع ذلك في قاموسه المختصر لقاموس اللغة الإنجليزية عام 1806، لكنه لم يلقى انتشار واسع.
ولقد ضلت الكلمة الإنجليزية القديمة الأصلية (wife) والتي تعني أنثى بالغة، عالقة في الأرجاء ولكن بشكل مختلف. وضيق معناها إلى ما نعرفه اليوم وهو الزوجة. بينما تطورت الكلمة الإنجليزية القديمة التي تعني "الذكر البالغ (adult male) إلى شكل مبسط. لقد ذابت الكلمة المركبة رجل السلاح (weapman) في الكلمة البسيطة التي نستخدمها اليوم: رجل (man).
الشيء الوحيد المثير للاهتمام أيضًا هو أنه قبل ظهور كلمة (wifmon)، كانت هناك كلمة أخرى تشير إلى المرأة البالغة: (quaen). هذه الكلمة لها نفس القاعدة الهندية الأوروبية مثل الكلمة السنسكريتية (jani) والكلمة اليونانية القديمة (gynē). وعلى الرغم من أن كلمة (quaen) بدأت بمعنى أنثى (female)، إلا أن معناها تراجع بمرور الوقت. وبحلول أوائل الفترة الإنجليزية الوسطى، أصبح مصطلح يعني إساءة المعاملة كامرأة جريئة (bold woman) أو وقحة (impudent) أو عاهرة. وفي الوقت نفسه، تطورت كلمة (Queen) إلى كلمة (Queen)، التي نستخدمها اليوم للإشارة إلى الحاكمة في دولة مستقلة. هذا يعني حصول انقسام ومفارقة كبيرة جدًا.

## تاريخ
من أوائل النساء اللواتي عرفت أسمائهن من خلال التاريخ وعلم الآثار:
- نيت حتب: (3200 قبل الميلاد) زوجة ملك مصر الموحدة الأول، نعرمر، وأمًا للملك حور عحا. وتشير الأدلة الأثرية إلى أنها قد حكمت بوحدها كأول ملكة أو امرأة حاكمة في التاريخ المعروف.
- مريت نيت: (3000 قبل الميلاد) ملكة مصر من الأسرة المصرية الأولى ويعتبرها علماء الآثار مفتاحا لحكم الفراعنة في عصر الأسرات، وتشير المخطوطات بأنها حكمت البلاد بمفردها خلال فترة من الزمان.
- مريت بتاح: (2700 قبل الميلاد) عاشت في مصر القديمة وهي أقدم عالمة وطبيبة معروفة.[9]
- بسشيت: (2600 قبل الميلاد) عاشت في مصر القديمة وهي أول امرأة تعمل كطبيبة نساء في التاريخ.
- بوابي: (2600 قبل الميلاد) تسمى أيضا شبعاد السومرية، ملكة أور التي تم اكتشاف قبرها مع العديد من القطع الأثرية باهظة الثمن.
- كوبابا: (2500 قبل الميلاد) ولدت في مدينة كيش واختيرت من قبل كهنة نيبور لتصبح حاكمةً لشعب سومر.
- تاشلولتوم: (2400 قبل الميلاد) هي زوجة الملك الاكدي سرجون الأول وأم أول شاعرة في التاريخ إنخيدوانا.
- بارانامتارا: (2384 قبل الميلاد) وهي ملكة لكش وزوجة لوغال أندا من ملك كيش.
- إنخيدوانا: (2285 قبل الميلاد) الكاهنة الرئيسية لمعبد إله القمر في مدينة أور السومرية، وتعتبر أول شاعرة معروفة وأول مؤلِّفة من الجنسين.[10][11]
- شبتو: (1775 قبل الميلاد) زوجة الملك زميري ليم وملكة مملكة ماري السوريَّة. حكمت كوصية على بلاد ماري وتمتعت بسلطات إدارية واسعة خلال غياب زوجها.

## في علم الأحياء

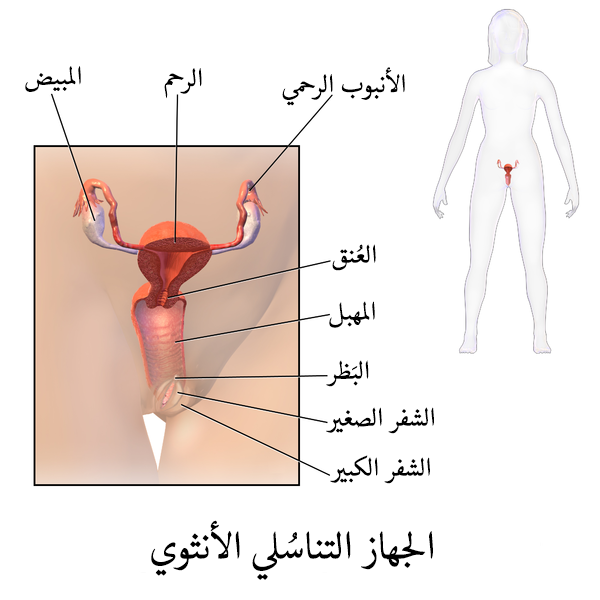
الجهاز التناسلي للمرأة

تشارك الأعضاء التناسلية الأنثوية في الجهاز التناسلي، في حين أن الخصائص الجنسية الثانوية للمرأة تشارك في رعاية الأطفال وللاصطفاء الجنسي للذكور. بالإضافة إلى وظيفتها التنظيمية المنتجة للهرمونات. ينتج المبيضين أمشاج أنثى تسمى البويضات، وعندما يتم تخصيبها البويضة من قبل الحيوانات المنوية للذكر، تشكل الجنين. وفيما يخص الرحم فهو عضو ذو نسيج يحمي ويغذي الجنين والعضلة النامية لإخراجه عند الولادة حيث يستخدم المهبل. وتطور الثدي من الغدة العرقية لإنتاج الحليب لتغذية الصغار بعد الولادة وهو أكثر الخصائص المميزة للثدييات. يكون الثدي بشكل عام أكثر بروزًا في النساء البالغات مقارنةً بمعظم الثدييات الأخرى. هذا البروز ليس ضروريًا لإنتاج الحليب ولكنه يساعد جزئيا في اصطفاء جنسي.
خلال تطور الجنين المبكر، تظهر الأجنة من كلا الجنسين محايدتين جنسيًا. يتطور الجنين عادة إلى ذكر إذا تعرض لكمية كبيرة من هرمون التستوستيرون (عادة لأن الجنين لديه كروموسوم Y من الأب). وبخلاف ذلك، يتطور الجنين عادة إلى أنثى عندما يكون لدى الجنين كروموسوم X من الأب، وفي وقت لاحق من سن البلوغ، ينظم الإستروجين امرأة شابة، مما يعطيها خصائص جنسية للبالغين.
على الرغم من أن عدد الإناث يقل عن عدد الذكور عند الولادة (تصل النسبة إلى 1: 1.05)، لا يوجد سوى 81 رجلًا تبلغ أعمارهم 60 سنة أو أكثر لكل 100 امرأة من نفس العمر بسبب متوسط العمر المتوقع الذي يكون عادة عند النساء أكثر من الرجال. ويرجع ذلك إلى مجموعة من العوامل مثل اختلافات في الجينات الموجودة على الكروموسومات الجنسية لدى النساء ولأسباب اجتماعية (مثل دخول النساء إلى الخدمة العسكرية بنسبة أقل من الرجال) ولأسباب خيارات تؤثر على الصحة (مثل الانتحار أو استخدام السجائر والكحول التي هي أعلى لدى الرجال) بالإضافة إلى وجود هرمون الاستروجين الأنثوي الذي له تأثير في أمراض القلب في النساء قبل انقطاع الطمث. من مجموع السكان البشريين في عام 2015، كان هناك 101.8 رجل مقابل كل 100 امرأة.
تخضع أجساد البنات لتغيرات تدريجية خلال فترة البلوغ، وهي تختلف عن تلك التي يتعرض لها الأولاد حيث ينضج فيها جسم الطفل إلى جسم بالغ قادر على التكاثر الجنسي. تبدأ التغيرات من خلال إشارات هرمونية من الدماغ إلى المبيضين التي تعتبر الغدد التناسلية للانثى. بعدها تقوم الغدد التناسلية بإنتاج هرمونات تحفز الرغبة الجنسية والنمو وتحولات في الدماغ والعظام والعضلات والدم والجلد والشعر والثدي والأعضاء التناسلية. بعدها يتزايد النمو الجسدي متمثلًا بالطول والوزن في النصف الأول من سن البلوغ، وينتهي عندما تكون الطفلة قد طورت جسمًا بالغًا وأصبحت امرأة. يعتبر المعلم الرئيسي في سن البلوغ عند بلوغ المرأة هو الحيض، وهو بداية الدورة الشهرية، والذي يحدث بين 12 و13 سنة (تختلف عند كل فتاة).
معظم الفتيات يمكنهن بعد ذلك الحمل. هذا يتطلب الإخصاب الداخلي من بيضها مع الحيوانات المنوية للرجل ويكن الحمل أيضًا بالتلقيح الاصطناعي. تسمى دراسة تكاثر الإناث والأجهزة التناسلية بطب النساء.

## الصحة

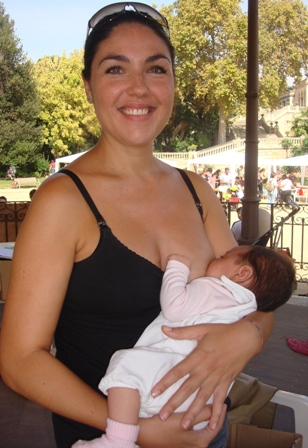
ام ترضع طفلها

هناك بعض الأمراض التي تؤثر في المقام الأول على المرأة مثل الذئبة، وهناك بعض الأمراض المرتبطة بالجنس التي يتم العثور على أكثر أو بشكل حصري في النساء مثل سرطان الثدي، وسرطان عنق الرحم، وسرطان المبيض. وقد يكون لدى النساء والرجال أعراض مختلفة لنفس للمرض، كما وقد يستجيبون أيضًا للعلاج الطبي بصورةٍ مختلفة.
تحدد منظمة الصحة العالمية معدل وفيات الأمهات بأنها «وفاة امرأة أثناء الحمل أو خلال 42 يومًا من إنهاء الحمل، بغض النظر عن مدة الحمل ومكانه، من أي سبب متصل أو متفاقم بفعل الحمل أو إدارته ولكن ليس من أسباب عرضية». حوالي 99% من وفيات الأمومة تحدث في البلدان النامية. ويحدث أكثر من نصفها في بلدان جنوب الصحراء الكبرى في أفريقيا وما يقرب من ثلثهم في جنوب آسيا. الأسباب الرئيسية لوفيات الأمومة هي النزيف الحاد (يحدث النزيف في الغالب بعد الولادة)، والعدوى (عادة بعد الولادة)، ومقدمات الارتعاج والارجاج، والإجهاض غير الآمن، ومضاعفات الحمل من الملاريا وفيروس نقص المناعة البشرية (الإيدز). معظم بلدان العالم الغربي وأستراليا وكذلك اليابان وسنغافورة آمنة للغاية فيما يتعلق بالولادة، في حين أن بلدان جنوب الصحراء الكبرى هي الأكثر خطورة.

## الثقافة وأدوار الجنسين

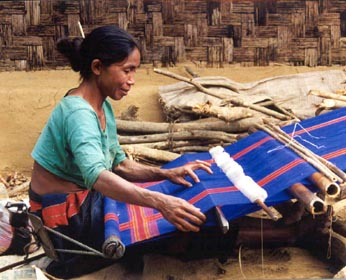
امرأة تعمل بنسج قماش في بنغلاديش حيث يعتبر النسج عمل تقوم به النساء في معظم أجزاء العالم

في العديد من حضارات ما قبل التاريخ، تولت النساء أدوارًا ثقافية معينة. في مجتمعات الصيد وجمع الثمار، كانت النساء عمومًا يجمعن الأطعمة النباتية والأطعمة الحيوانية الصغيرة والأسماك، بينما كان الرجال يصطادون اللحوم من الحيوانات الكبيرة. تغيرت أدوار الجنسين عند البشر بشكل كبير في التاريخ الحديث. تقليديا، شاركت النساء من الطبقة الوسطى في المهام المنزلية ورعاية الأطفال.
مع حدوث تغيرات في سوق العمل للنساء، تغيّر توافر فرص العمل من الوظائف في المصانع والجهد العضلي فقط إلى وظائف مكتبية تطلبت جهدًا، وارتفعت مشاركة المرأة في القوى العاملة والاقتصادية في الولايات المتحدة من 6% في عام 1900 إلى 23% عام 1923. أدت هذه التغيرات في القوى العاملة إلى تغيرات في مواقف النساء في العمل والمجتمع.

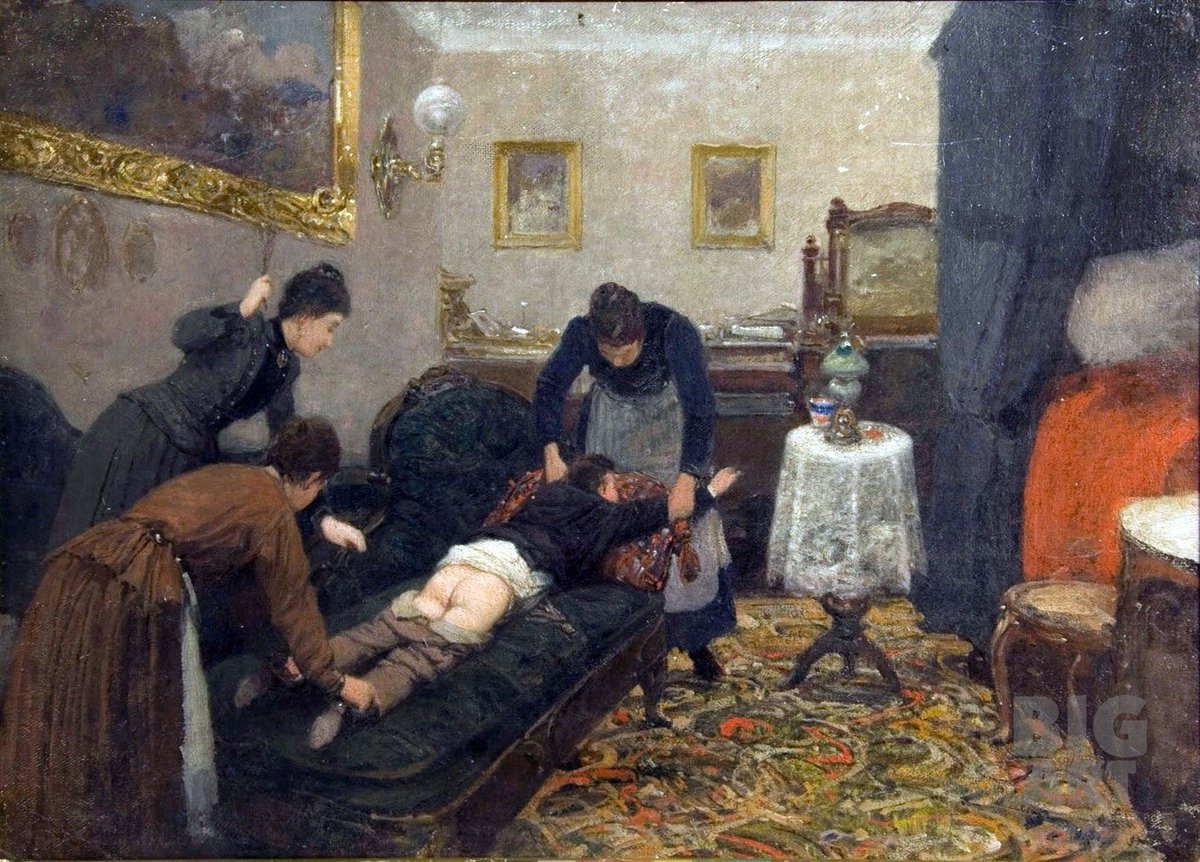
رسمة رومانية لإمرأة تقوم بتأديب ابنها بضربه على مؤخرته بالخيزران

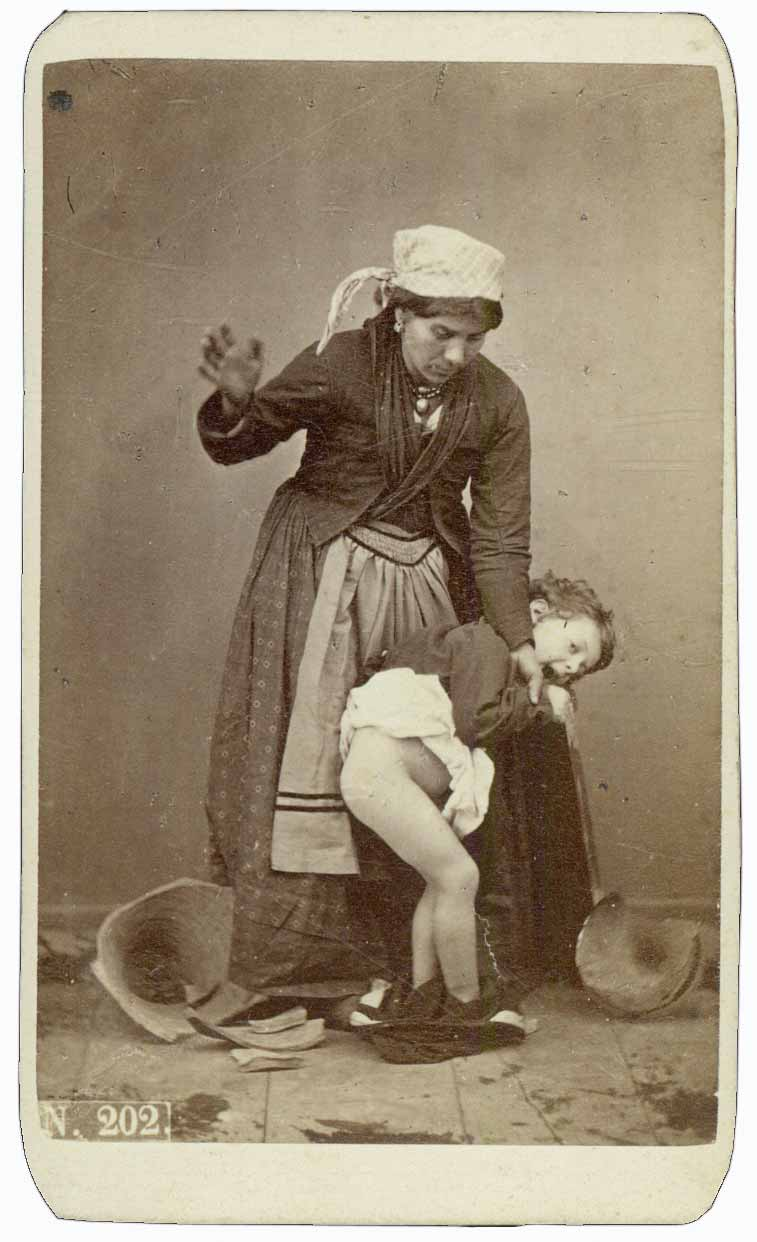
يقول الفيلسوف الفرنسي أناتول فرانسس ""المرأة هي أكبر مربية للرجل فهي تعلمه الفضائل الجميلة وأدب الإحساس"" (صورة لسيدة تقوم بتأديب ابنها بالطريقة التقليدية بصفعه على مؤخرته عارية)

في السبعينات من القرن العشرين، تجنبت العديد من الأكاديميات والخريجات المتعلمات إنجاب أطفال. ولذلك حاولت مؤسسات المجتمع المدني طوال فترة الثمانينات من القرن العشرين مساواة ظروف الرجال والنساء في مكان العمل. ومع ذلك، فإن الأحوال في المنزل أفسدت الفرص المتاحة للمرأة لتحقيق النجاح الذي أتيح للرجال وتمتع به، ولا تزال النساء العاملات عمومًا مسؤولات عن العمل المنزلي ورعاية الأطفال مما يؤدي إلى ما يسمى «عبء مزدوج» لا يسمح لكثير من النساء بالوقت والطاقة للنجاح في حياتهن المهنية.
تدعو حركات المجتمع المدني إلى تكافؤ الفرص لكلا الجنسين والمساواة في الحقوق بغض النظر عن جنس المرء من خلال مجموعة من التغييرات الاقتصادية وجهود الحركة النسوية في العقود الأخيرة مما أمكن النساء في العديد من المجتمعات الوصول إلى وظائف ومواقع قيادية خارج البيت وأعمال التنظيف والطهي عند أزواجهن وبعيدًا عن الدور التقليدي كربات بيوت.
وعلى الرغم من أن عددًا أكبر من النساء يبحثن عن التعليم العالي في يومنا هذا، فإن رواتبهن غالبًا ما قد تكون أقل من رواتب الرجال. وزعمت شبكة سي بي إس نيوز في عام 2005 أن النساء في الولايات المتحدة اللواتي تتراوح أعمارهن بين 30 و 44 عامًا ويحملن شهادة جامعية يحصلن على 62 في المائة مما يحصل عليه الرجال المؤهلون بالمثل لأسباب مجتمعية كثيرة.

### العنف ضد المرأة

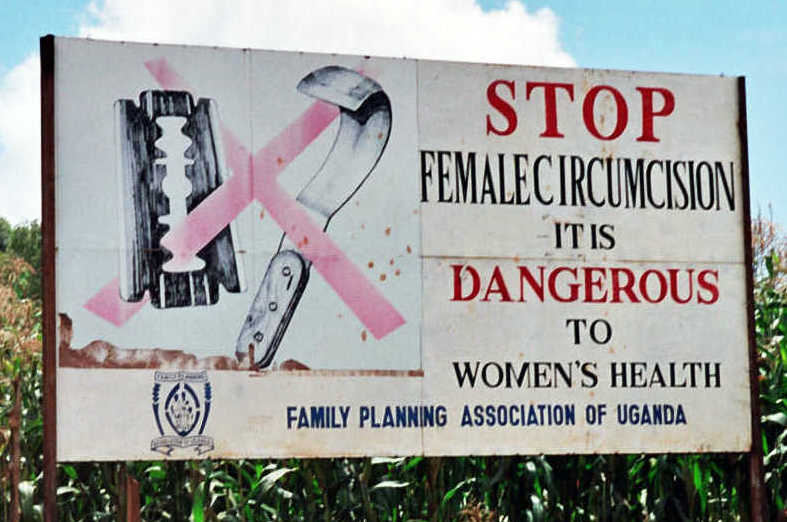
لافتة لحملة مناهضة ختان الإناث في أوغندا

عرَّفت الأمم المتحدة العنف ضد المرأة في إعلان بشأن القضاء على العنف ضد المرأة كما يلي:
«أي عمل من أعمال العنف القائم على أساس الجنس والذي يترتب عليه، أو من المحتمل أن يترتب عليه، أذى جسدي أو جنسي أو نفسي أو معاناة للمرأة، بما في ذلك التهديد بالإكراه أو الحرمان التعسفي من الحرية، سواء حدث ذلك في مكان عام أو في الحياة الخاصة.»
 ويحدد الإعلان ثلاثة أشكال من هذا العنف وهي العنف الأسري، والعنف داخل المجتمع العام، والعنف الذي ترتكبه أو تتغاضى عنه الدولة. كما ينص على أن «العنف ضد المرأة هو مظهر من مظاهر علاقات القوة غير المتكافئة تاريخيًا بين الرجال والنساء.»
وفي غير حالات الحروب تتصدر 4 دول متقدمة هي السويد وأستراليا وبلجيكا والولايات المتحدة ضمن قائمة لأعلى 11 دولة في جرائم اغتصاب بالعالم.

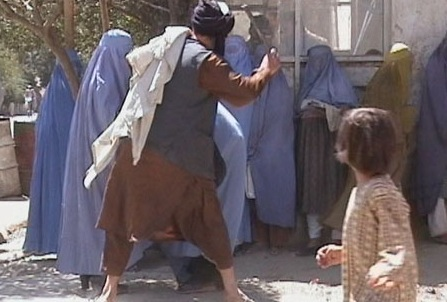
رجل من الطالبان يضرب نساء أفغانيات في كابل بتاريخ 26 أغسطس 2001

لا يزال العنف ضد المرأة مشكلة واسعة الانتشار خاصة خارج دول الغرب لأسباب كثيرة مثل قيم النظام الأبوي وعدم وجود قوانين مناسبة وعدم تطبيق القوانين القائمة. تعيق الأعراف الاجتماعية الموجودة في أجزاء كثيرة من العالم التقدم نحو حماية المرأة من العنف. على سبيل المثال، وفقًا لدراسات أجرتها اليونيسف، فإن نسبة النساء اللواتي تتراوح أعمارهن بين 15 و 49 سنة ممن يعتقدن أن الزوج له الحق في ضرب زوجته تصل إلى 90% في أفغانستان والأردن، و 87% في مالي، 86% في غينيا وتيمور الشرقية، و81% في لاوس، و 80% في جمهورية أفريقيا الوسطى.
ويشمل العنف ضد المرأة أعمال العنف الذي يقوم به «الأفراد» وكذلك «الدول». ومن أشكال العنف التي يرتكبها أفراد ما يلي: الاغتصاب والعنف العائلي والتحرش الجنسي ووأد الإناث وغيرها؛ فضلا عن الممارسات العرفية أو التقليدية الضارة مثل جرائم الشرف وعنف المهر وتشويه الأعضاء التناسلية للإناث، والزواج القسري. وبعض أشكال العنف ترتكب أو تتغاضى عنها الدولة مثل اغتصاب الحرب؛ والعنف الجنسي والاسترقاق الجنسي أثناء النزاع ونواحي أخرى مثل الإجهاض القسري والرجم والجلد. وكثيرًا ما ترتكب العصابات والمنظمات الإجرامية العديد من أشكال العنف ضد المرأة، مثل الاتجار بالنساء والبغاء القسري.

هناك أيضا العديد من أشكال العنف ضد المرأة التي كانت سائدة تاريخيًا ولا سيما حرق الساحرات حتى الموت، والتضحية بالأرامل. على سبيل المثال، كانت محاكمات الساحرات بين القرن الخامس عشر والقرن الثامن عشر شائعة في أوروبا وفي المستعمرات الأوروبية في أمريكا الشمالية. لا تزال هناك مناطق من العالم (مثل أجزاء من جنوب الصحراء الكبرى في أفريقيا، والمناطق الريفية في شمال الهند، وبابوا غينيا الجديدة) يتم فيها عقد الاعتقاد فيها بالسحر من قبل العديد من الناس والنساء اللواتي يتهمن بالسحر يتعرضن للعنف الشديد. بالإضافة إلى ذلك، هناك دول لديها تشريعات جنائية ضد ممارسة السحر مثل المملكة العربية السعودية حيث لا يزال السحر جريمة يعاقب عليها بالإعدام، وفي عام 2011 تم تطبيق عقوبة قطع الرأس على امرأة سعودية بتهمة «السحر والشعوذة».

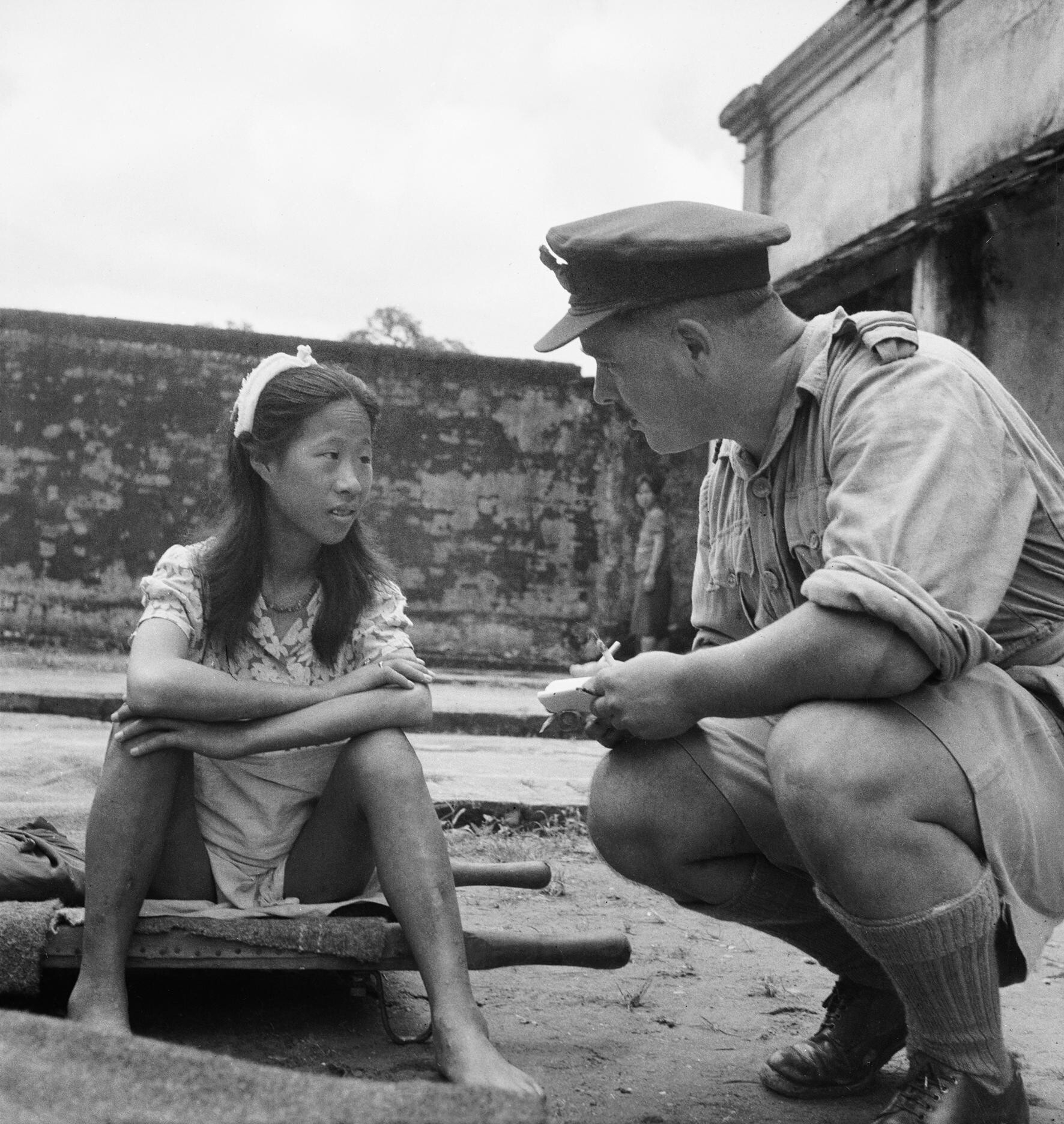
فتاة صينية كانت واحدة من نساء المتعة للجيش الياباني في الحرب العالمية الثانية تم مقابلتها مع ضابط بريطاني من جيش الحلفاء في 8 أغسطس، 1945

وكذلك الحال بالنسبة لبعض أشكال العنف ضد المرأة التي تعتبر جرائم جنائية فقط وهي غير محظورة عالميا، حيث أن العديد من البلدان لا تزال تسمح بها مثل الاغتصاب الزوجي. وسببت قوة المنظمات النسوية في العالم الغربي في العقود الأخيرة بالاتجاه إلى ضمان المساواة بين الجنسين في إطار الزواج ومقاضاة العنف الأسري، ولكن النساء في العديد من أنحاء العالم ما زلن يفتقدن لكثير من حقوقهن القانونية عند الزواج.

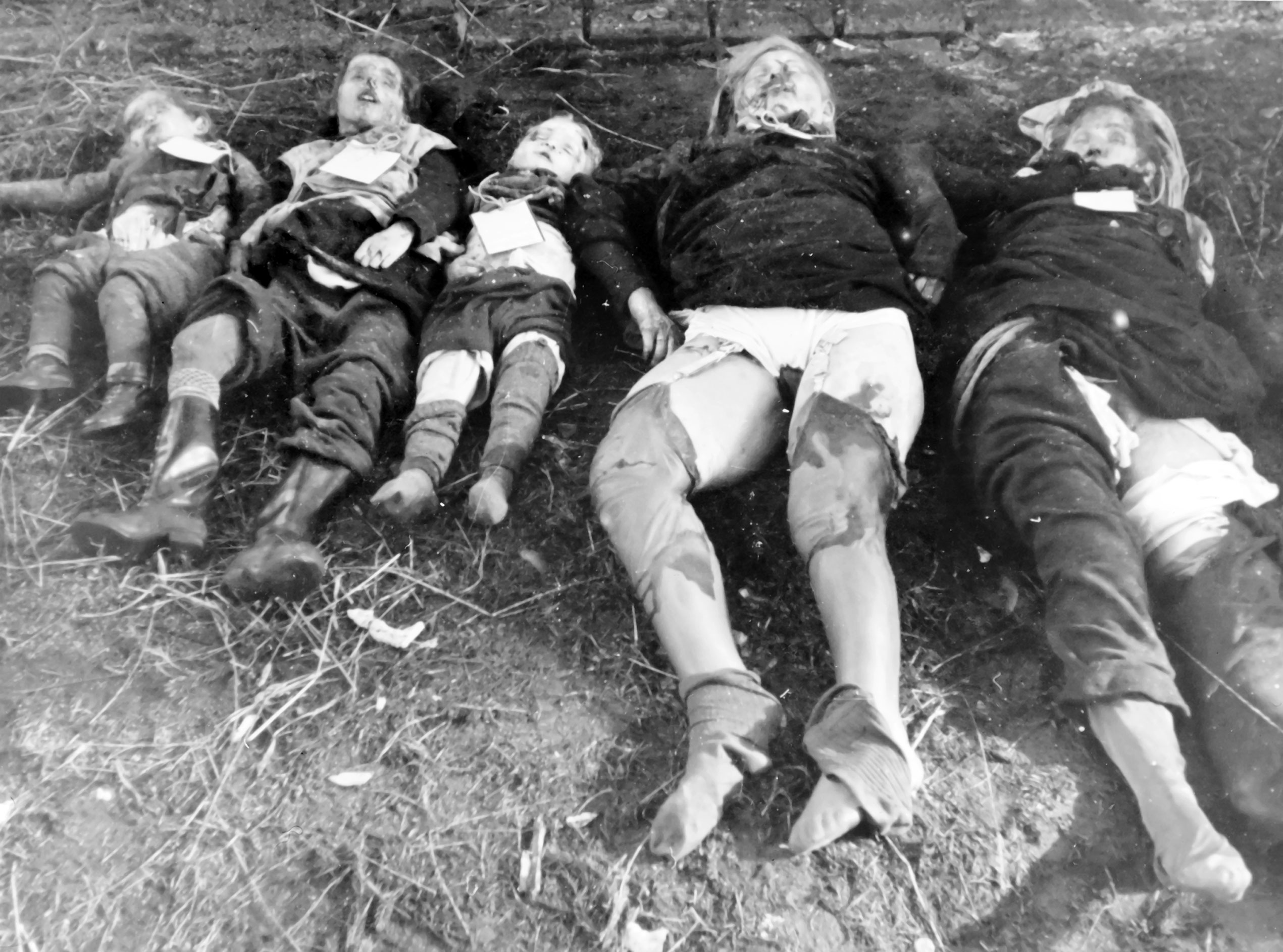
صورة التقطتها شرطة الأمن الألمانية، والعنوان الأصلي للصورة أن إمرأتين تظهر عليهما علامات التعرض للاغتصاب

يزداد العنف الجنسي ضد النساء زيادة كبيرة في أوقات الحرب والنزاع المسلح أو أثناء الاحتلال العسكري أو النزاعات العرقية في معظم الأحيان ويتجلى ذلك في أشكال عديدة مثل الاغتصاب الحربي والاستعباد الجنسي. ومن الأمثلة المعاصرة للعنف الجنسي أثناء الحرب كان عندما دخلت قوات التحالف واحتلت المناطق الألمانية وحدثت عمليات اغتصاب هائلة أثناء القتال وبعد انتهائه حيث يتفق معظم الباحثين الغربيين أن معظم الاغتصابات ارتُكبت على أيدي جنود السوفييت، اغتصاب النساء الألمانيات المحررات من معسكرات العمل. يقدر عدد الإغتصابات المرتكبة من قبل الجنود الأمريكيين في ألمانيا بـ 11000. وقد ادعى آخرون بأن 190 ألف شابة وامرأة ألمانية من الممكن أنهن قد تعرضن للاغتصاب. فالعديد من عمليات الانتهاكات الجنسية الأمريكية في ألمانيا في سنة 1945 كانت عمليات اغتصاب جماعي ارتكبها جنود مسلحون تحت تهديد السلاح. ارتكبت القوات البريطانية العديد من حالات الإغتصاب تحت تأثير الكحول أو تأثير صدمة ما بعد الحرب. شاركت القوات الفرنسية في غزو ألمانيا وارتكبت 385 عملية اغتصاب في منطقة كونستانس؛ 600 في بروخزال؛ 500 في فرويدنشتات". يُزعم أن القوات الفرنسية قد ارتكبت عمليات اغتصاب على نطاق واسع في حي هوفينغن بالقرب من ليونبرغ. كما تم اغتصاب الجزائريات بصورة فردية وجماعية من القوات الفرنسية. كما ارتكب قوات مشاة بحرية الولايات المتحدة المارينز في الفلبين جرائم اغتصاب (5000) امرأة ولم تتم محاسبة أي من الجنود المجرمين بسبب القانون الذي وضعه الأمريكان بعدم مسائلة جنودهم عن جرائم الاغتصاب. هذا عن جرائم اغتصاب الدول الحرة ذات القوانين والمؤسسات والجيوش المنظمة. أما عن حروب المحلية والميليشيات فهناك اغتصاب النساء اليزيديات والمسيحيات من قبل أعضاء تنظيم داعش، والاغتصاب الإبادي الذي وقع في حرب استقلال بنغلاديش وحرب البوسنة والاغتصاب خلال وقائع الإبادة الجماعية في رواندا والاغتصاب خلال حرب الكونغو الثانية. قام تنظيم داعش باغتصاب وبيع وشراء النساء اليزيديات والمسيحيات كسبايا وأكدت الأمم المتحدة على أن ما بين 5,000 إلى 7,000 من النساء اليزيديات والأطفال تم اختطافهم من قبل تنظيم داعش وتم بيعهم في وقت لاحق في سوق النخاسة كعبيد. وعلَّق نشطاء على حال النساء اليزيديات المختطفات قائلين:
«هذه المرأة تُعامل مثل الماشية... حيث يتعرضن إلى العنف الجسدي والجنسي، بما في ذلك الاغتصاب المنهجي والعبودية الجنسية. ولقد عُرضت في أسواق في الموصل وسوريا بطاقات أسعار بيع النساء...» 

## ملابس المرأة
ترتدي النساء في مناطق مختلفة من العالم ملابس مختلفة، حيث تتأثر خياراتهن من الملابس بالثقافة المحلية وتقاليد المبادئ الدينية والأعراف الاجتماعية واتجاهات الموضة، من بين عوامل أخرى. لدى المجتمعات المختلفة أفكار مختلفة عن الاحتشام. ومع ذلك، في العديد من المناطق في العالم لا تتمتع النساء بالحرية فيما يتعلق بالملابس. وبينما توجد أماكن تفرض لباس معين، توجد أماكن أخرى تمنع الملابس ذاتها.

## الولادات والحياة العائلية
| 7–8 أطفال 6–7 أطفال 5–6 أطفال 4–5 أطفال | 3–4 أطفال 2–3 أطفال 1–2 أطفال 0–1 أطفال |

خارطة تظهر معدل انجاب النساء للأطفال في مختلف انحاء العالم وفقا لبيانات كتاب حقائق العالم عام 2015.
7–8 أطفال
6–7 أطفال
5–6 أطفال
4–5 أطفال
3–4 أطفال
2–3 أطفال
1–2 أطفال
0–1 أطفال

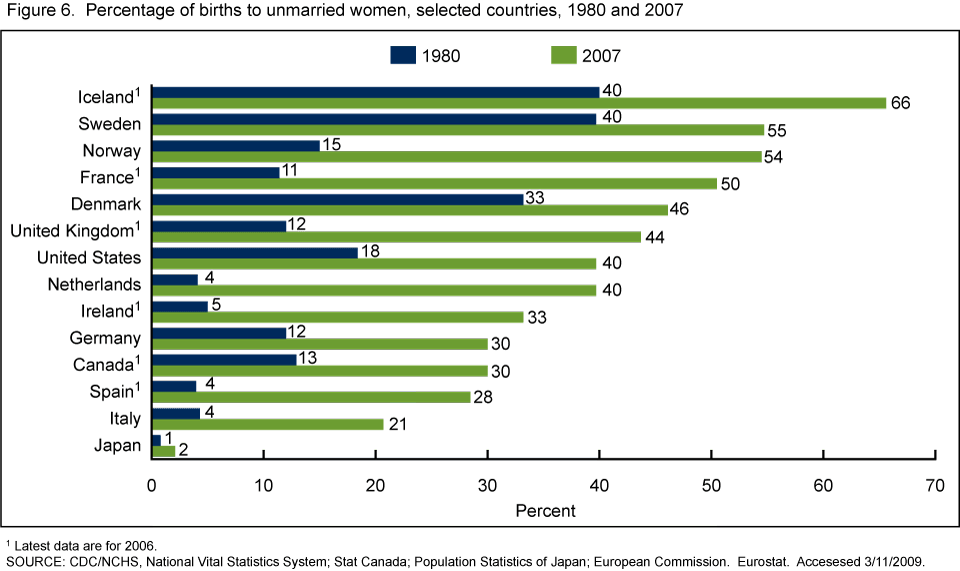
النسبة المئوية للولادة عند النساء خارج إطار الزواج، من بلدان مختلفة حول العالم مابين عامي 1980 و 2007.

يختلف معدل الخصوبة الكلي كثيرًا بين مناطق مختلفة من العالم. في عام 2016، كان معدل الخصوبة الكلي الأعلى في النيجر بمعدل (6.62 مولود لكل امرأة) وأدناها في سنغافورة بمعدل (0.82 طفل / امرأة). وتمتلك معظم البلدان الأفريقية الواقعة جنوب الصحراء الكبرى معدل مرتفع من الخصوبة، مما يخلق مشاكل بسبب نقص الموارد ويسهم في الزيادة السكانية، حيث أن معظم البلدان الغربية تعاني حاليًا من معدلات خصوبة قليلة مما يؤدي إلى شيخوخة السكان وتراجع عدد السكان.
تغير هيكل الأسرة على مدى العقود القليلة الماضية إلى تغيرات كبيرة في أنحاء العالم ففي الدول الغربية، كان هناك اتجاه للابتعاد عن ترتيبات المعيشة التي تشمل الأسرة التقليدية التي تتكون من أب وأم واطفال وكان هناك أيضا اتجاه لقبول ولادة الأطفال خارج إطار الزواج للنساء العازبات. وبالعكس تمامًا في أماكن أخرى من العالم حيث تواجه الأمهات غير المتزوجات النبذ والعنف الأسري وفي الحالات القصوى قد تصل عقوبة النساء الحوامل خارج الزواج إلى القتل. بالإضافة إلى ذلك، لا يزال الجنس خارج نطاق الزواج غير قانوني في العديد من البلدان مثل المملكة العربية السعودية، باكستان، أفغانستان، إيران، الكويت، المالديف، المغرب، عمان، موريتانيا، الإمارات العربية المتحدة، السودان، واليمن.
يختلف الدور الاجتماعي للأم بين الثقافات. يتوقع من النساء اللواتي لديهن أطفال صغار البقاء في المنزل وتكريس كل طاقتهن لتربية الأطفال(ربة منزل) في أنحاء كثيرة من العالم، بينما في أماكن أخرى تقوم الأمهات بالعمل المدفوع الأجر ولمساعدة العائلة ماديًا.

## الدِين
تؤثر العقائد الدينية الخاصة على أحكام كثيرة تتعلق بأدوار الجنسين والتفاعل الاجتماعي بين الجنسين والملابس المناسبة للنساء وتعليم الفتيات وعلى مختلف القضايا الأخرى التي تؤثر على المرأة ومكانتها في المجتمع. وتؤثر التعاليم الدينية على القانون الجنائي وقانون الأسرة في العديد من أجزاء العالم وقد ناقشت المنظمات الدولية العلاقة بين الدين والقانون وتحقيق المساواة بين الجنسين.

## التعليم

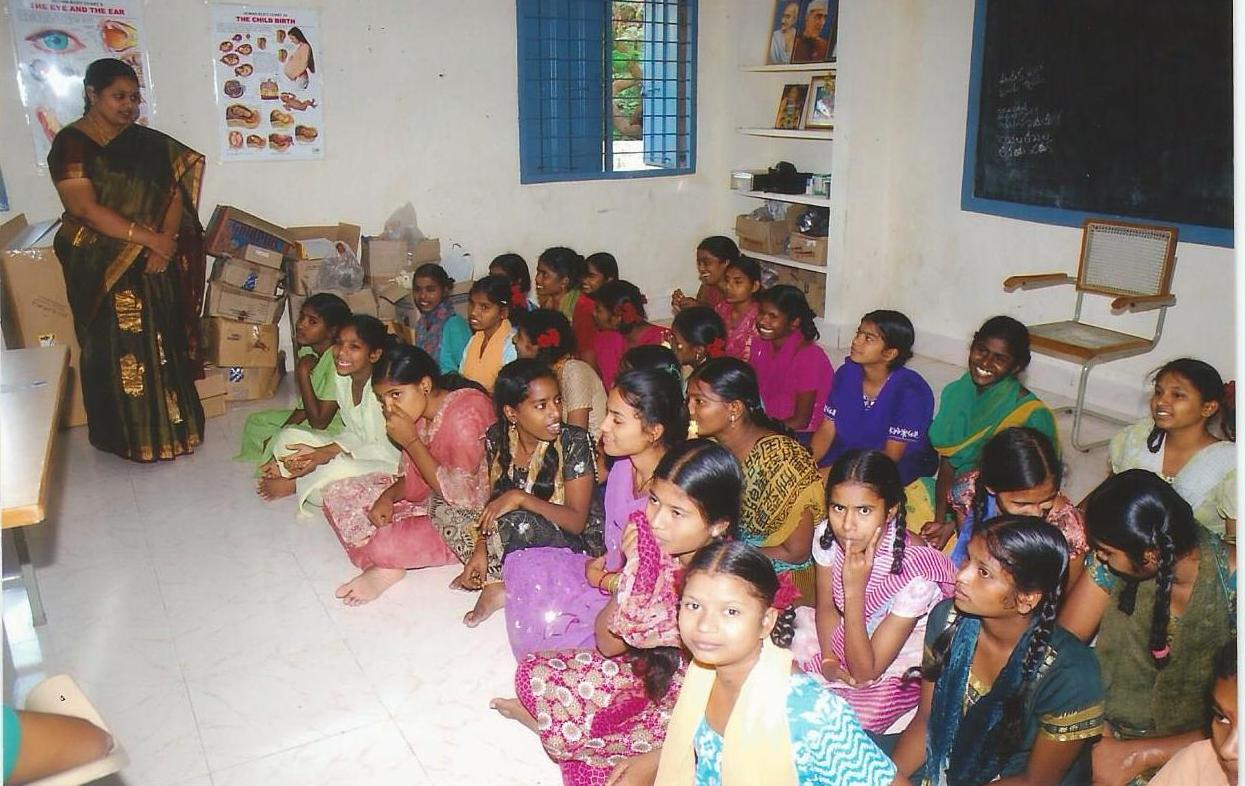
طالبات مدرسة في الهند

يشمل تعليم الإناث مجالات المساواة بين الجنسين وسهولة التعليم، وعلاقته بتخفيف حدة الفقر. وتشارك أيضا في قضايا التربية الفردية والتعليم الديني في أن تقسيم التعليم على أساس نوع الجنس وكذلك التعاليم الدينية على التعليم كانت مهيمنة تقليديا ولا تزال ذات أهمية كبيرة في المناقشات المعاصرة لتعليم الإناث كمعايير عالمية.
على الرغم من أن الحركات النسوية شجعت على أهمية القضايا المرتبطة بالتعليم النسائي، فإن عمل هذه الحركات يعتبر واسع النطاق ولم يتم تحديدها. ويشمل تعليم النساء نواحي كثيرة مثل التثقيف بشأن فيروس نقص المناعة البشرية والتعليم العالي والابتدائي والثانوي الذي تقدمه الدولة. وقد تجاوزت النساء الرجال على مستويات التعليم في نواحي مختلفة في الكثير من الدول حيث حصلت النساء على 62% من درجات الكليات، و58% من درجات البكالوريوس، و60% من درجات الماجستير، و50% من الدكتوراه في الولايات المتحدة الأمريكية في سنة 2005 و2006.

### محو الأمية
تعتبر نسب الأمية في العالم أكثر بين الإناث من الذكور. حيث تم تقدير 80% من النساء متعلمات في سنة 2010، مقارنة بـ 88.6% من الرجال وتعتبر معدلات معرفة القراءة والكتابة هي الأدنى في جنوب وغرب آسيا، وفي أجزاء من جنوب الصحراء الكبرى في أفريقيا.

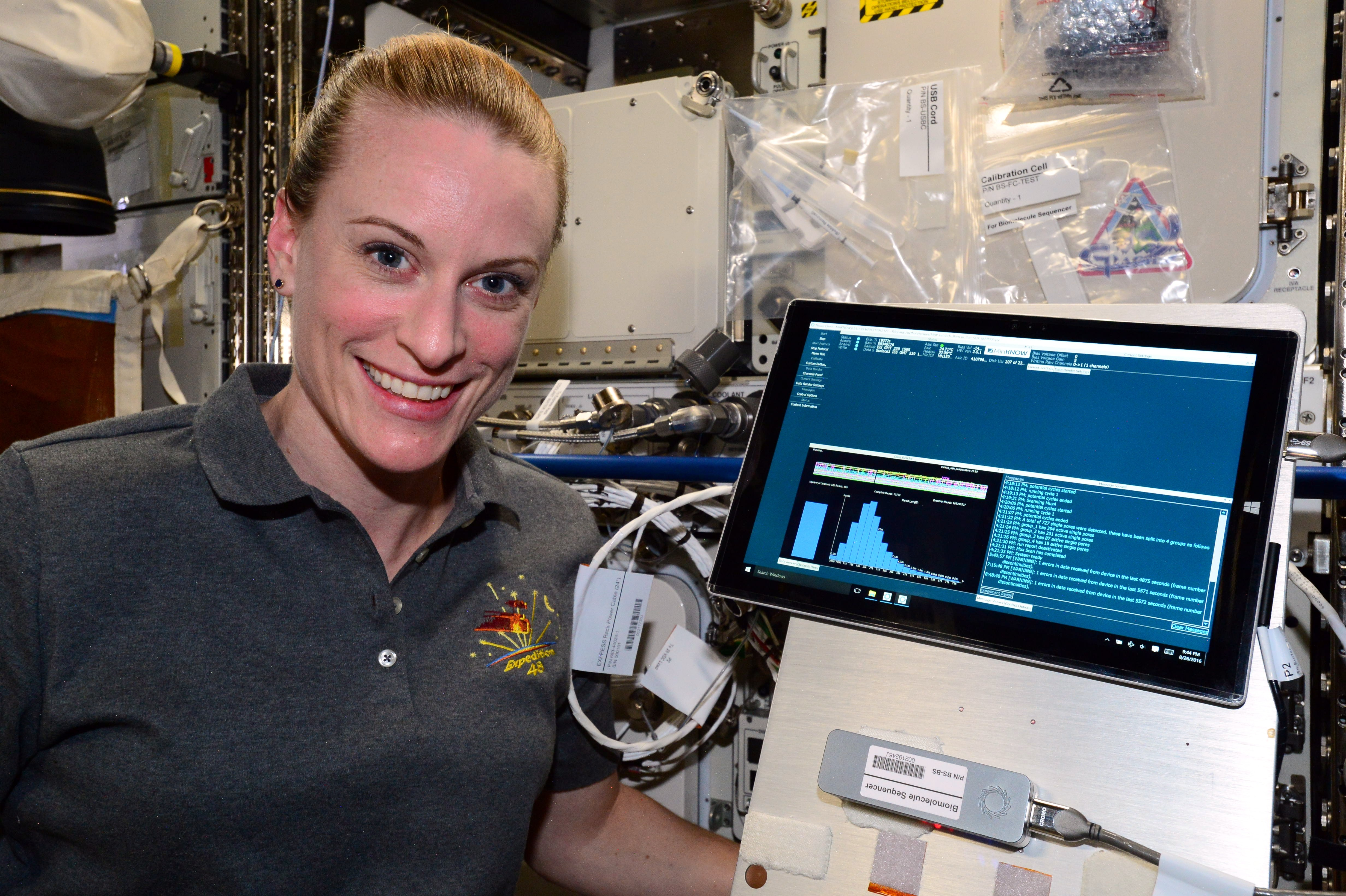
رائدة الفضاء كاثلين روبنز تجري تجارب على الحمض نووي على متن محطة الفضاء الدولية

### التعليم في دول منظمة التعاون الاقتصادي والتنمية
تم تقليص الفجوة التعليمية بين الجنسين في دول منظمة التعاون الاقتصادي والتنمية خلال الثلاثين سنة الماضية. تعتبر النساء الأصغر سنًا قد أكملن تعليمهن أكثر من النساء الأكبر منهن عمرًا ففي 19 من أصل 30 دولة في منظمة التعاون الاقتصادي والتنمية، تعتبر عدد النساء اللواتي تتراوح أعمارهن بين 25 و34 سنة قد أكملن التعليم العالي أكثر من ضعف عدد النساء اللواتي تتراوح أعمارهن بين 55 و64 عامًا. ومن بين 21 دولة من دول المنظمة يعتبر عدد النساء المتخرجات من الجامعة يساوي أو يتجاوز عدد الرجال. ومع كل هذا التقدم يوجد مشاكل في هذه الدول أيضًا حيث تشكل النساء 25% إلى 35% فقط من الباحثين في معظم دول المنظمة.
هناك اعتقاد خاطئ شائع بأن النساء لم يتقدمن بعد في الحصول على درجات أكاديمية. وبحسب مارغريت روسيتر، وهي مؤرخة للعلوم، فإن النساء يحصلن الآن على 54 في المائة من جميع درجات البكالوريوس في الولايات المتحدة الأمريكية.

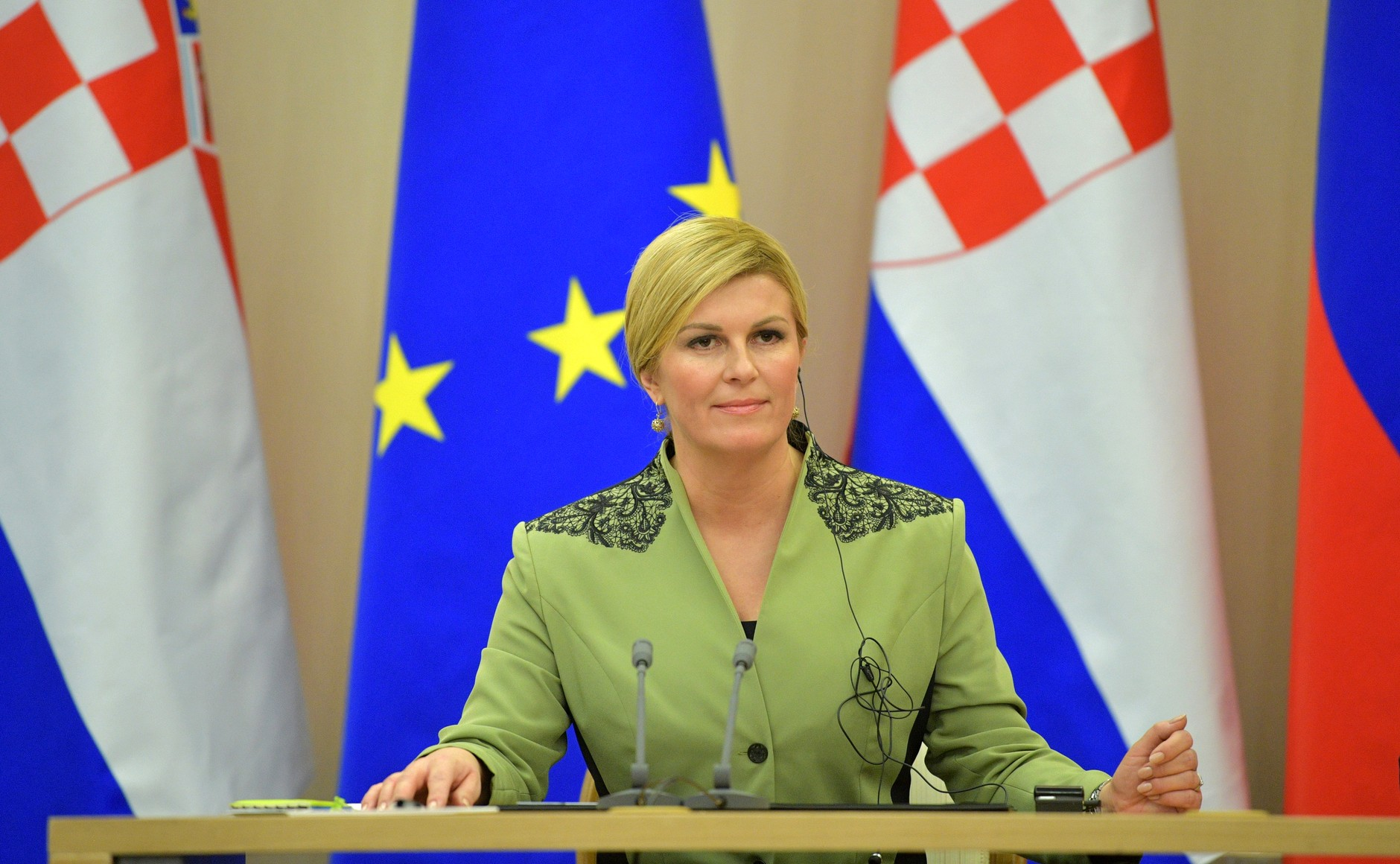
كوليندا كيتاروفيتش هي أول امراة يتم انتخابها رئيسة كرواتيا

## في السياسة

### حق الترشيح
يعتبر التمثيل السياسي للمرأة قليلًا في معظم بلدان العالم مقارنة بتمثيل الرجل فعلى عكس نظرائهم الذكور، تتعرض النساء المرشحات للعديد من الحواجز التي قد تؤثر على رغبتهم في الترشح للمناصب الحكومية. وهذه الحواجز التي تعوق تمثيل المرآة تشمل: دور المرأة التقليدي في المجتمع، والتنشئة السياسية، وغياب التحضير للنشاط السياسي، وتحقيق التوازن بين العمل والأسرة. على الرغم من أن أكثر من 60% من البلدان قد وصلت إلى 10% من النساء على الأقل في الهيئات التشريعية الوطنية، إلا أن عددًا أقل بكثير من الدول لا تتجاوز فيها المرأة نسبة 20% فبحلول فبراير 2006، كان حوالي 10 % فقط من الدول ذات السيادة لديها أكثر من 30 % من النساء في البرلمان.
وكانت جمهورية توفا الشعبية هي أول دولة مستقلة تنتخب امرأة كرئيسة للحكومة سنة 1940 وتلتها منغوليا سنة 1953. وتعتبر بينظير بوتو أول امرأة في بلد مسلم تشغل منصب رئيسة الوزراء في باكستان عندما تولت المنصب مرتين وهي أيضًا أول رئيسة حكومة تنجب طفلًا خلال ولايتها سنة 1990. فيما كانت إلين جونسون سيرليف أول امرأة تحكم دولة أفريقية سنة 2005.

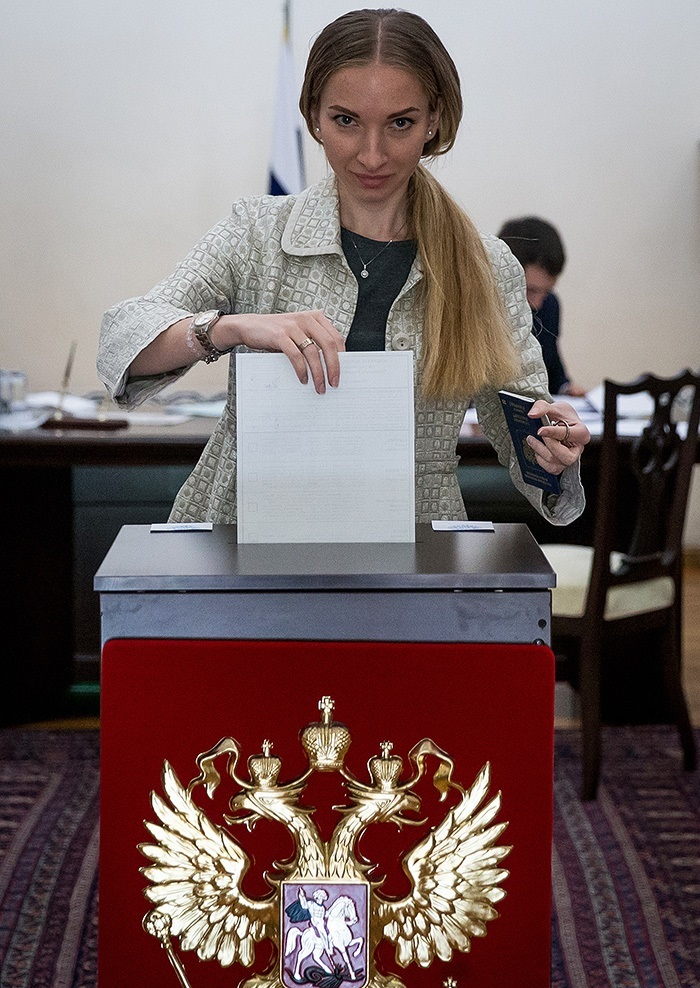
فتاة روسية تنتخب في الانتخابات الرئاسية الروسية 2018

### حق التصويت
كانت أول دولة أوروبية تقدم حق الاقتراع للمرأة هي دوقية فنلندا الكبرى، ثم جزء من الإمبراطورية الروسية، التي انتخبت أول امرأة في العالم كعضو من أعضاء البرلمان في الانتخابات البرلمانية لعام 1907. وأعقبتها النرويج في منح المرأة حق الاقتراع الكامل في عام 1913. وتلتها دول أخرى مثل كندا في عام 1917، وبريطانيا وبولندا في عام 1918، والولايات المتحدة في عام 1920. وكانت أول الدول العربية التي سمحت لمواطناتها بالتصويت هي جيبوتي عام 1946 ولبنان عام 1952 ومصر عام 1956. المملكة العربية السعودية آخر بلد سمح للنساء بالتصويت ففي عام 2011، قرر الملك عبد الله بن عبد العزيز السماح للمرأة بالاقتراع والترشح للانتخابات البلدية في 2015. وكانت بعض الدول الغربية بطيئة نسبيًا في السماح للنساء بالتصويت ولا سيما سويسرا، حيث حصلت النساء على حق التصويت في الانتخابات الفيدرالية عام 1971.

## العلوم والأدب والفن
قدمت النساء عدة إسهامات في العلوم والأدب والفن ومنها بالمجال الطبي وفي عدد من حضارات العالم القديم، ففي مصر القديمة تعدّ مريت بتاح أقدم عالمة في تاريخ العلوم حيث ورد أنّها كتبت وصفة دوائية باعتبارها «رئيسة الأطباء». وكانت هيباتيا التي ولدت في الإسكندرية ابنة ثيون الإسكندري مديرةً لمكتبة الإسكندرية، وقد كتبت بعض النصوص في الهندسة والجبر وعلم الفلك وينسب إليها العديد من الاختراعات منها المكثاف والإسطرلاب وجهاز لتقطير الماء.
تعتبر ماري كوري أول امرأة تحصل على جائزة نوبل في الفيزياء سنة 1903، وحصلت بعد ذلك مرة أخرى على جائزة نوبل في الكيمياء سنة 1911 وكانت الجائزتان لقاء عملها على في مجال النشاط الإشعاعي. ماري كوري هي أول شخص يفوز بجائزتي نوبل في مجالين علميين مختلفين (الفيزياء والكيمياء). 40 امرأة حصلت على جائزة نوبل بين 1901 و2010، منهنّ 16 حصلن على جائزة نوبل في الفيزياء والكيمياء والطب.
وفي الهند كانت النساء وحدهن من يصنع لوحات لآلهة الهندوس لحوالي ثلاثة آلاف سنة، وهو الفن الذي يعتبّر جزءًا من الحضارة الهندية.

## تشييء المرأة
تسليع المرأة أو تشييء المرأة ويعرف أحيانا بالتشييء الجنسي للمرأة وهو رؤية ومعاملة النساء كشيء عبر استخدام جسد المرأة في الترويج والتسويق للمنتجات وزيادة الأرباح، واستخدام المرأة كأداة عرض جنسية في الإعلانات التي تسعى إلى تكوينِ صورةٍ ذهنيةٍ للمنتجِ ملتصقةً بصورِ الإغراء، ووسائل الإعلام والأفلام الإباحية ومهن مثل رقص التعري والدعارة، وتقييم المرأة في الأحداث العامة بناء على المظهر الجسدي والجاذبية الجنسية كما يحدث في مسابقات ملكة الجمال، يعد تشييئًا للمرأة.

## وصلات خارجية
- تاريخ المرأة في أمريكا